# 萨马图尔
萨马图尔（Samathur），是印度泰米尔纳德邦Coimbatore县的一个城镇。总人口5752（2001年）。

## 人口
该地2001年总人口5752人，其中男性2926人，女性2826人；0—6岁人口563人，其中男293人，女270人；识字率68.27%，其中男性为73.21%，女性为63.16%。